# بارا بونيتا (سانتا كاتارينا)
بارا بونيتا بلدية في ولاية سانتا كاتارينا في المنطقة الجنوبية من البرازيل.